# Tikar (Sprache)
Tikar ist eine Sprache, die zum Zweig der südlichen Semibantu-Sprachen zählt, welche in Anlehnung an die Verwandtschaft mit den eigentlichen Bantu-Sprachen auch als bantoide Sprachen bezeichnet werden. 
Der offizielle ISO-Sprachcode  der tikaroiden Sprache ist [tik].
Es existieren einige Dialekte:
- Twumwu (auch Tumu, Sprache der Tikar von Bankim)
- Tige (Sprache der Tikar von Ngambe)
- Nditam
- Kong
- Mankim
- Gambai
- Bandobo (hierbei ist es noch unklar, ob es sich um einen Dialekt oder eine eigene Sprache handelt)

Es existiert eine kleine Anzahl von literarischen Schriften und Publikationen in der Sprache der Tikar.
Die meisten Tikar beherrschen auch die heute in Kamerun gängigen Umgangssprachen Französisch und Englisch.